# Râul Argintari
Râul Argintari este un curs de apă, afluent al Sărățel.  